# Jesús Antonio Lerma Nolasco
Jesús Antonio Lerma Nolasco (Xalisco, 4 de julio de 1945-Tepic, 10 de marzo de 2025) fue un eclesiástico, catequista, profesor y radiodifusor católico mexicano, primer obispo de Iztapalapa entre 2019 y 2021.

## Biografía

### Primeros años
Nació el 4 de julio de 1945 en el pueblo mexicano de Xalisco, Nayarit. Proviene de una familia de tradición católica. Hijo primogénito del matrimonio conformado por Andrés Lerma Castro, albañil, y de María Dolores Nolasco, ama de casa.
Recibió su primera comunión el 12 de diciembre de 1952. Fue monaguillo en su parroquia y participó en eventos religiosos.

### Formación
Realizó su formación primaria en su pueblo natal. En 1958, a la edad de 13 años, ingresó a la Escuela Apostólica, previo a ingresar en el Seminario Menor de Tepic en 1960.
En septiembre de 1963, fue enviado al Seminario de Montezuma, donde realizó sus estudios eclesiásticos.

## Sacerdocio
Recibió las órdenes menores en el Seminario de Montezuma.
En junio de 1971 regresó a la diócesis de Tepic. El obispo Adolfo Suárez Rivera le permitió realizar una experiencia inédita en la diócesis, enviándolo a un grupo de cinco seminaristas a tres parroquias para iniciar la práctica pastoral. Una de sus primeras tareas fue un estudio sociológico de la zona para evaluar la necesidad de nuevas parroquias. Gracias a este análisis, se establecieron nuevas parroquias para mejorar la atención pastoral. 
Fue ordenado diácono el 24 de octubre de 1971, en Santa María del Oro. Su ordenación sacerdotal fue el 24 de diciembre del mismo año, en la Catedral de Tepic, a manos del obispo Suárez Rivera; incardinándose en la diócesis de Tepic. 
El 6 de enero de 1972, celebró su primera canta misa en su pueblo natal. El 8 de mayo del mismo año, llegó como vicario parroquial de Acaponeta. 

### Catequesis infantil
Como responsable de la catequesis infantil, renovó la formación de catequistas con cursos y reorganizó la catequesis en tres niveles: Kínder de catequesis, Iniciación cristiana e Iniciación bíblica, aplicando una metodología acorde con las necesidades actuales de la Iglesia. Complementó la enseñanza con representaciones bíblicas en Navidad y Semana Santa. Para su financiamiento, organizó una kermés anual.
Asesoró la Acción Católica, sección Madres Jóvenes, y organizó en 1980 la Carrera de la Fe para conmemorar los 400 años del Convento de Nuestra Señora de la Asunción en Acaponeta. Durante 20 años, fue asesor del movimiento de Cursillos de Cristiandad, fundando en 1978-1979 la Escuela de Cursillos, que fortaleció la catequesis pre-sacramental y otras actividades parroquiales. También colaboró en la atención a comunidades rurales, recorriendo zonas serranas a lomo de mula, llegando a cabalgar hasta ocho horas y caminar largos trayectos para alcanzar su destino.
A finales de los años setenta, impulsó un grupo juvenil, cuyos miembros participaron en brigadas del C.E.C. Delegación Tepic. En 1990, Acaponeta fue reconocida como delegación nacional, integrando grupos de Tecuala, Quimichis, San Felipe y Ruiz. El grupo juvenil formó equipos de brigadas y dio origen al coro “Comparte Conmigo”, que ha perdurado por generaciones. Además, apoyó la catequesis, trabajó con preadolescentes y adolescentes, realizó teatro y promovió el deporte.

### Docencia
Desde finales de los años 70, impartió clases en la preparatoria 3 de la Universidad Autónoma de Nayarit (UAN) en Acaponeta, donde la generación 1977-1980 llevó su nombre.
En 1984 recibió cinco centros bíblicos y los expandió a 19.
Apasionado por los medios de comunicación social desde su etapa estudiantil, participó en la radiodifusora XELH con el programa “Conferencias Culturales” por más de 15 años y dirigió “Imagen y Cultura” con alumnos de la preparatoria durante dos años. Colaboró con El Eco de Nayarit, escribiendo tres columnas semanales: La Familia, La Iglesia Hoy y El Evangelio, esta última durante más de 15 años. Además, condujo 154 emisiones del programa televisivo “Diálogos Semanales”, con un formato cultural de dos horas.
Entre 1989 y 1991, fue asesor de diáconos de cuarto de Teología en dos generaciones. El rector del seminario, Carlos Aguiar Retes, los encomendó en su formación pastoral en la parroquia. Cada uno fue asignado a una comunidad de Acaponeta, algunas con más de tres mil habitantes. Durante el día, atendían a la población y, por la tarde, regresaban a la cabecera parroquial para vivir en comunidad. Su formación incluyó retiros espirituales y capacitación en la administración de recursos para su sustento.
También desempeñó funciones como decano del Decanato Acaponeta y vicario episcopal territorial de la Zona Costa de Oro (1989-1991). 

### Curia diocesana
En septiembre de 1991, inició su servicio como vicario episcopal de Pastoral. Acompañó al obispo Alfonso Robles Cota, en la visita pastoral de 1992, a través de toda la diócesis. 
Presidió la coordinación de la VII Asamblea Diocesana de Pastoral en enero de 1993. Durante un año, fue asesor diocesano del movimiento de Cursillos de Cristiandad, asistiendo a reuniones regionales en Manzanillo y Colima y reuniones nacionales en Reynosa.
Vicario general
El 16 de marzo de 1993, fue juramentado como vicario general en la Catedral de Tepic.
Junto al padre Félix Quintero Peña, ecónomo diocesano, dirigió la remodelación del antiguo seminario para convertirlo en las oficinas generales de la diócesis de Tepic. Como vicario general, asumió el rol de moderador y coordinador del personal de la curia diocesana. Entre sus principales responsabilidades destacó la atención a los sacerdotes, escuchando sus necesidades y organizando su formación permanente.
En abril de 1993, la diócesis de Tepic obtuvo personalidad jurídica, consolidándose como un actor social con voz en el ámbito político y los medios de comunicación. Aunque inicialmente no fue bien recibida, hoy es una fuente de información para diversos medios.
En 1998 nació el boletín informativo "El Pescador", una publicación bimestral que dio continuidad a los boletines previos "Boletín Eclesiástico" (1973-1976) y "Boletín Diocesano" (1992-1993). En mayo-junio de 2009 alcanzó su edición número 75, cumpliendo 13 años de publicación.
En mayo de 2001 inició la construcción de la Casa del Sacerdote, en el terreno de la antigua casa del Buen Pastor. El 22 de marzo de 2005, en el marco del plenario sacerdotal, el obispo Alfonso Robles Cota bendijo solemnemente la Casa Sacerdotal ‘El Buen Pastor’.
Participó como vicepresidente en la preparación y desarrollo del I Sínodo Diocesano (mayo de 2001-noviembre de 2005). Durante algunas sesiones, presidió actividades sinodales en ausencia del obispo Robles Cota, debido a su enfermedad.

## Episcopado

### Obispo auxiliar de México
El 7 de mayo de 2009, el papa Benedicto XVI lo nombró obispo titular de Aulona y obispo auxiliar de México. Fue consagrado el 10 de junio del mismo año, en la Basílica de Santa María de Guadalupe, a manos del cardenal-arzobispo Norberto Rivera Carrera.
Le fue encomendada la Vicaría VII, cuyo territorio coincide con el de la actual diócesis de Iztapalapa.

### Obispo de Iztapalapa
El 28 de septiembre de 2019, fue erigida la diócesis de Iztapalapa, de la que fue nombrado su primer obispo. Las bulas se ejecutaron el 4 de noviembre del mismo año, tomando posesión de la sede, durante una ceremonia en el atrio de la Catedral de Iztapalapa.
En 2020, presentó su renuncia como lo establece el Código de Derecho Canónico. El 14 de agosto de 2021, el papa Francisco aceptó su renuncia como obispo de Iztapalapa, nombrado a su sucesor al mismo tiempo. Ejerció de administrador apostólico sede vacante hasta el 11 de octubre de 2021.

## Fallecimiento
Falleció al mediodía del 10 de marzo de 2025 en el Sanatorio de La Loma en Tepic, a la edad de 79 años.
La capilla ardiente se instaló el mismo día en la parroquia de Xalisco y, al día siguiente, en la Catedral de Tepic. El 12 de marzo se celebró su funeral en la Catedral de Tepic; donde fue sepultado en la cripta del episcopologio tepiqueño.